# 1686 Де Сіттер
1686 Де Сіттер (1686 De Sitter) — астероїд головного поясу, відкритий 28 вересня 1935 року.
Тіссеранів параметр щодо Юпітера — 3,184.